# Восточно-африканские галофиты
Восточно-африканские галофиты — экологический регион, включающий два солёных озера: Натрон на границе между Кенией и Танзанией и Сулунга в центре Танзании. Статус сохранности экорегиона оценивается как стабильный, специальный код экорегиона — AT0901.
Озеро Натрон является самым большим из двух озёр, его длина составляет 57 км, ширина — 22 км. Озеро Сулунга примерно вдвое меньше.

## Климат
Оба озера расположены в полузасушливом невысоком регионе Танзании. В год выпадает неравномерное количество осадков менее 800 мм. Каждые 100 мм подъёма над уровнем моря соответствуют увеличению годового количества осадков на 35 мм. Дневные температура на озёрах часто превышают 40 °C. Эти высокие температуры подвергают озёра воздействию высоких скоростей испарения, что приводит к потере воды. Длительное иссушение климата привело к тому, что озёра сжались до современных солёных остатков. Если водоснабжение озёр не превысит испарение, то они превратятся сначала в котловину, а потом в луга.

## Флора и фауна
Большие солончаки, окружающие воды, обычно считаются солёными пустынями. В сезон дождей оны покрыты слоем цианобактерий. Некоторые виды галофитных растений могут расти на засоленных почвах, окаймляющих озёра. Доминирующими галофитами, окружающими озёры являются Cyperus laevigatus, Sporobolus spicatus, Sporobolus robustus, Triplocephalum holstii, ситник морской и сальвадора персидская. На немного менее щёлочных равнинах, окружающих озёра, в основном произрастают травы, вид сесбания египетская и отдельные деревья акации желтокорой.
В двух озёрах в изобилии встречается один вид рыб, Oreochromis alcalica. Эта небольшая рыба длиной 10 см приспособилась к высоким температурам, солёность озёр и изменения условий, вызванные дождями.
На озёрах заметны большие популяции птиц, в особенности фламинго. По данным аэрофотосъёмки в озере Натрон самая высокая концентрация фламинго во всей Восточной Африке, это также основное место для размножения фламинго в Восточной Африке. Популяции фламинго не изолированы. На озере обитают как красный фламинго, так и малый фламинго, причём численность малых фламинго превышает численность красных фламинго в 100 раз.

## Состояние экорегиона
И озеро Натрон, и озеро Сулунга не входят в сеть охранных территорий и не имеют официальной защиты. Территория, окружающая озеро Натрон, находится в большой зоне, где охота разрешена, но регулируется. Это даёт некоторую защиту животным в экорегионе.
Потенциальную угрозу для экорегиона представляет неконтролируемый туризм. В настоящее время озеро не входит в популярный туристический маршрут.